# Donja Ravska
Donja Ravska (szerbül: Доња Равска), falu Bosznia-Hercegovinában, Bosanska krajina területén, Prijedor községben, a Szerb Köztársaságban. 

## Fekvése, éghajlata
Bosznia-Hercegovina északnyugati részén, Banja Lukától légvonalban 56, közúton 75 km-re északnyugatra, községközpontjától légvonalban 16, közúton 22 km-re délnyugatra, a 
Ravska-patak völgyében, és a környező dombvidéken, 170 – 340 méteres tengerszint feletti magasságban fekszik. Több kis településből áll.

## Népessége
| Nemzetiségi csoport | Népesség 1991 | Népesség 2013 |
| ------------------- | ------------- | ------------- |
| Szerb               | 96            | 32            |
| Bosnyák             | 0             | 0             |
| Horvát              | 146           | 13            |
| Jugoszláv           | 7             | 0             |
| Egyéb               | 1             | 0             |
| Összesen            | 250           | 45            |

## Története
Donja Ravska eredetileg Ravska településnek a katolikusok lakta része volt. A település 1878-ig tartozott az Oszmán Birodalomhoz, ekkor a berlini kongresszus határozata alapján Latin Ravska néven az Osztrák-Magyar Monarchia része lett. 1910-ben Ravska településen 161 háztartást, 200 ortodox szerb, 13 muszlim és 706 katolikus lakost találtak. A monarchia szétesésével 1918-ben előbb a Szerb-Horvát-Szlovén Királyság, majd 1929-től a Jugoszláv Királyság része. 1921-ben Ravska községnek 149 háztartása és 919 lakosa volt. Jugoszlávia megszállása után a falu a Független Horvát Állam (NDH) része lett.
1945-től a település a szocialista Jugoszlávia része volt. A Bosznia-Hercegovinában zajló polgárháború idején a település a Boszniai Szerb Köztársaság része volt. A ravskai katolikus plébánost, Ivan Grgić atyát 1992 november 7-én szerb szélsőségesek hurcolták el a plébániaházból, és nem sokkal éjfél után a ljubijai vasércbánya központi bányáinak környékén megölték. Még csak 30 éves volt. A daytoni békeszerződést követő területfelosztásnál a település Prijedor község részeként a Szerb Köztársaság területéhez került.

## Nevezetességei
A Donja Ravska-i Szent Péter és Pál római katolikus templom 1950 körül épült. A szerb szélsőségesek 1992-ben felgyújtották és lerombolták. Ravska plébániájához a következő települések tartoznak: Carevića, Gornja Ravska, Donja Ravska, Miška Glava (Delići falucska), Ovanjska és Tisova. A plébánia székhelye Gornja Ravskán van.